# Chiesa di Santo Stefano Protomartire (Costa Volpino)
La chiesa di Santo Stefano Protomartire è la parrocchiale di Volpino, frazione del comune sparso di Costa Volpino, in provincia di Bergamo e diocesi di Brescia; fa parte della zona pastorale dell'Alto Sebino.

## Storia
La prima citazione di una cappella a Volpino risale al 1132; essa fu eretta a parrocchiale nel 1580, allorché questo titolo venne qui trasferito dalla chiesa di Sant'Antonio a Corti.
Nel 1756 fu costruita la nuova chiesa, che venne poi ampliata nel 1891 andando ad occupare parte del sagrato; nella seconda metà degli anni sessanta del Novecento si provvide a realizzare il nuovo altare postconciliare rivolto verso l'assemblea.

## Descrizione

### Esterno
La facciata a salienti della chiesa è rivolta a sudovest e suddivisa da una cornice marcapiano in due registri, entrambi scanditi da lesene; quello inferiore presenta al centro il portale d'ingresso in pietra di Sarnico, risalente al XVII secolo, mentre quello superiore è caratterizzato da una finestra e coronato dal timpano semicircolare.
Annesso alla parrocchiale è il campanile a base quadrata, la cui cella presenta su ogni lato una monofora, affiancata da lesene tuscaniche, ed è coperta dal tetto a quattro falde.

### Interno
L'interno dell'edificio si compone di un'unica navata, sulla quale si affacciano le cappelle laterali e le cui pareti sono scandite da lesene sorreggenti il cornicione aggettanti sopra il quale si imposta la volta a botte unghiata; al termine dell'aula si sviluppa il presbiterio, chiuso dall'abside di forma semicircolare, nella quale trovano posto gli stalli del coro.
Qui sono conservate diverse opere di pregio, tra cui un'ancona realizzata probabilmente dei Fantoni, la pala raffigurante la Madonna col Bambino e i santi Stefano e Girolamo, realizzata da Pietro Ronzelli, e la tela ritraente la Madonna col Bambino e i santi Domenico, Caterina e Stefano.